# 20 років Конституції України (монета)
«20 ро́ків Конститу́ції Украї́ни» — ювілейна монета номіналом 2 гривні, випущена Національним банком України, присвячена 20-річчю Основного Закону України, прийнятого 28 червня 1996 року Верховною Радою України від імені Українського народу — громадян України всіх національностей. Конституція України закріплює фундаментальні положення організації і функціонування Української держави й суспільства.
Монету введено в обіг 20 червня 2016 року. Вона належить до серії «Відродження української державності».

## Опис монети та характеристики
| Номінал грн. | Метал      | Маса, г | Діаметр, мм | Якість виготовлення       | Гурт     | Тираж, штук |
| ------------ | ---------- | ------- | ----------- | ------------------------- | -------- | ----------- |
| 2            | нейзильбер | 12,8    | 31,0        | спеціальний анциркулейтед | рифлений | 30 000      |

### Аверс
На аверсі монети, що вертикально розділений навпіл на матову та дзеркальну поверхні, розміщено: угорі — малий Державний Герб України, праворуч півколом напис — «УКРАЇНА», у центрі — будівлю Верховної Ради України, яка ліворуч обрамлена рослинним орнаментом, під будівлею — рік карбування монети «2016»; унизу півколом номінал «2 ГРИВНІ»; логотип Банкнотно-монетного двору Національного банку України (праворуч).

### Реверс
На реверсі монети, що вертикально розділений навпіл на матову та дзеркальну поверхні, у центрі розміщено стилізовану розгорнуту книгу, над якою гілочка калини, праворуч на дзеркальному тлі написи: «20/РОКІВ» та півколом — «КОНСТИТУЦІЯ УКРАЇНИ»; ліворуч на матовому тлі зазначено текст перших статей Конституції України: «Стаття 1./Україна є суве/ренна і незалеж/на, демократична,/ соціальна, правова/ держава./ Стаття 2./ Суверенітет України по/ширюється на/ всю її територію./ Україна є унітар/ною державою./ Територія Украї/ни в межах існу/ючого кордону/ є цілісною і не/доторканною./ Стаття 3./ Людина, її життя і здо/ров'я, честь і гідність,/ недоторканність і без/пека визнаються в/ Україні найвищою/ соціальною/ цінністю».

## Автори

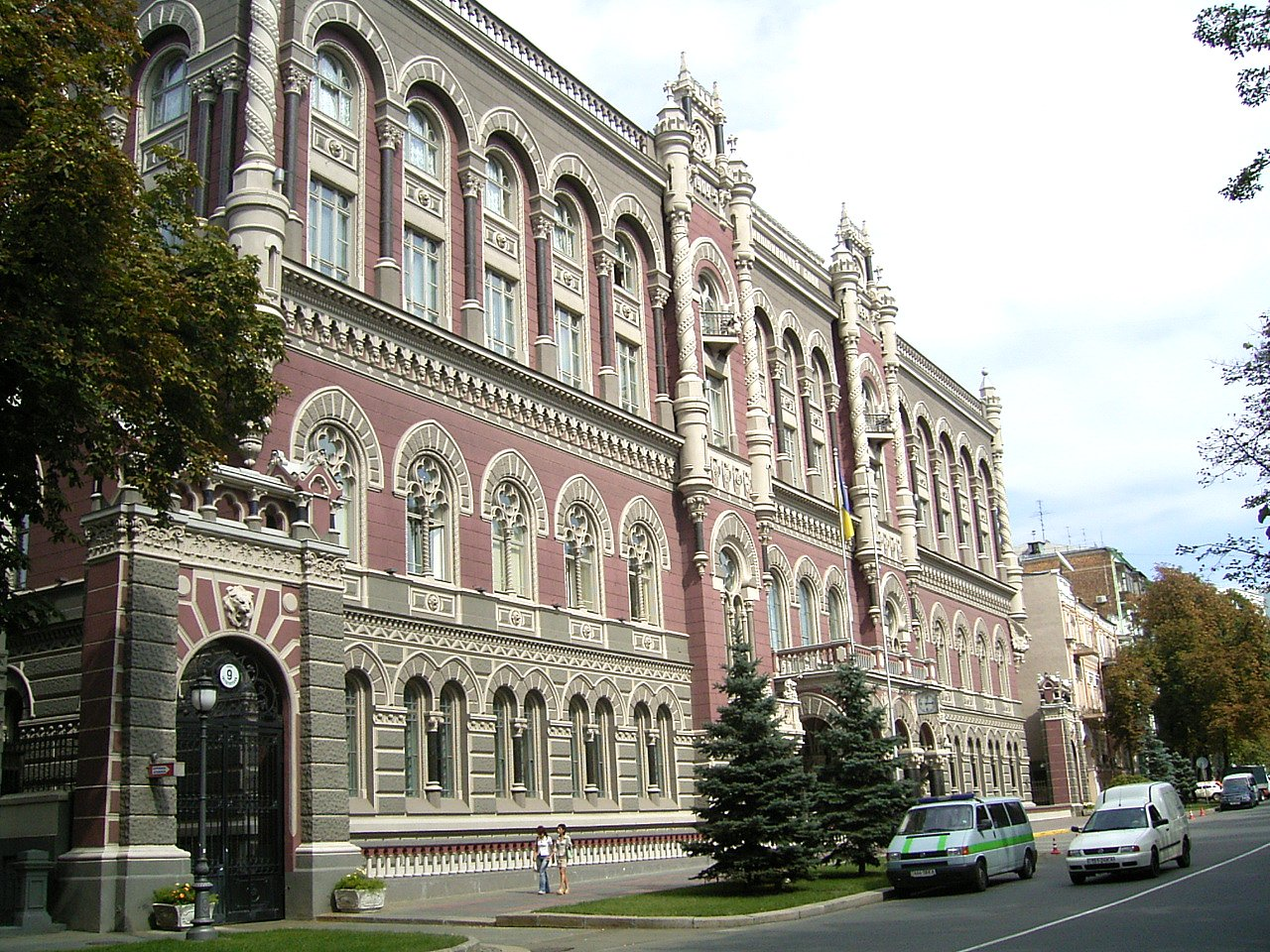
Будівля Національного банку України

- Художники: Таран Володимир, Харук Олександр, Харук Сергій.
- Скульптор — Атаманчук Володимир.

## Вартість монети
Під час введення монети в обіг у 2016 році, Національний банк України реалізовував монету через свої філії за ціною 30 гривень.
Фактична приблизна вартість монети з роками змінювалася так:
| Рік        | 2017 | 2018 | 2019 | 2020 | 2021 | 2022 | 2023 | 2024 | 2025 |
| ---------- | ---- | ---- | ---- | ---- | ---- | ---- | ---- | ---- | ---- |
| Ціна, грн. | 45   | 45   | 50   | 55   | 65   | 100  | 220  | 260  | 280  |